# Adolf von Rosen
Viktor Gösta Adolf von Rosen, född 29 juli 1898 på Hedenlunda gods i Vadsbro församling i Södermanlands län, död 30 september 1954 i Mellösa församling i Södermanlands län, var en svensk greve och diplomat.

## Biografi
Efter juris kandidatexamen 1922 blev han attaché vid Utrikesdepartementet 1923, i Washington 1924, i Antwerpen 1925, i Berlin samma år och i London 1928. Han blev sedan legationsråd vid beskickningen i Berlins B-avdelning.
Adolf von Rosen blev riddare av Vasaorden (RVO) 1945, kommendör av Isländska Falkorden (KIFO) 1948 och senare storriddare av Isländska Falkorden (StRiFO). Han ägde Torp (Vadsbro församling) och Yxtaholm (Lilla Mellösa församling), båda i Södermanland. Han avled på Stocktorp (Lilla Mellösa församling) i Södermanland.

### Familj
Adolf von Rosen var son till Fredrik von Rosen. Han gifte sig 1923 med grevinnan Elsa von Rosen och fick barnen Rosita Wachtmeister (1925–1991), Jan-Carl von Rosen (1929–2016) och Ursula von Platen (1931–2020). Äktenskapet upplöstes 1935. Andra gången gifte han sig 1936 med Barbro Kihlmark (1911–1954) och fick bland annat sönerna Michael von Rosen (född 1939) och Alexander von Rosen (född 1942).